# Colibrí de gorja escatosa
El colibrí de gorja escatosa (Lampornis viridipallens) és una espècie d'ocell de la família dels troquílids (Trochilidae) que habita la selva humida, bosc mixt, matolls i arbusts de les terres altes a l'extrem oriental d'Oaxaca, Chiapas, Guatemala, El Salvador i l'oest d'Hondures.